# IPS
För andra betydelser, se IPS (olika betydelser).
Ett IPS (intrusion prevention system) är en datasäkerhetsanordning som övervakar nätverk och/eller systemaktiviteter för att upptäcka skadligt beteende och som kan reagera och blockera dessa aktiviteter i realtid. Ett nätverksbaserat IPS (NIPS) söker efter skadlig kod eller attacker. När en attack upptäcks kan NIPS:en kasta bort dess paket medan andra paket får passera som vanligt.
IPS kan beskrivas som en form av intrångdetektering (IDS).